# Ōnishi Takijirō
Onishi Takijiro (大西 瀧治郎 Onishi Takijiro, Đại Tây Lang Trị Lang) (1891-1945) là một Phó đô đốc Hải quân Đế quốc Nhật Bản trong Chiến tranh thế giới thứ hai. Ông nổi tiếng vì được xem là cha đẻ của chiến thuật Kamikaze.

## Tiểu sử

### Khởi đầu sự nghiệp
Ōnishi sinh ngày 2 tháng 6 năm 1891, quê ở làng Ashida (nay là một phần của thành phố Tamba) tại quận Hyōgo trong một gia đình samurai lâu đời. Ông tốt nghiệp khóa 40 học viện Hải quân Hoàng gia Nhật Bản, hạng 20/144 năm 1912. Ông tham gia thực tập với quân hàm chuẩn úy trên tuần dương hạm Soya và Tsukuba, sau đó là thiết giáp hạm Kawachi với quân hàm Thiếu úy.
Sau đó, với quân hàm Trung úy, ông được đưa đến làm việc trên tàu phóng thủy phi cơ Wakamiya, và đã có những đóng góp cho sự phát triển bước đầu của Không lực hải quân Nhật. Năm 1918, ông được phái sang Anh và Pháp để tìm hiểu về sự phát triển của các máy bay chiến đấu và việc sử dụng chúng trong Chiến tranh thế giới thứ nhất.
Sau khi trở về, ông được thăng hàm Đại úy và tiếp tục làm việc trong nhiều vị trí khác nhau tại ban tham mưu liên quan đến không hải quân trong suốt thập niên 20. Ông cũng đồng thời là một huấn luyện viên hướng dẫn bay.
Sau khi được thăng hàm Thiếu tá, ngày 10 tháng 12 năm 1928, ông được điều đến làm chỉ huy phi đội trên hàng không mẫu hạm Hōshō. Ngày 15 tháng 11 năm 1932, ông trở thành chỉ huy phó hàng không mẫu hạm Kaga. Ông được thăng hàm Chuẩn đô đốc vào ngày 15 tháng 11 năm 1939.

### Chiến tranh thế giới thứ hai
Vào giai đoạn đầu của cuộc Chiến tranh Thái Bình Dương, Onishi là Trưởng phòng phát triển không quân thuộc Bộ Vũ khí (Gunjushō), và là người chịu một số trách nhiệm về kỹ thuật trong cuộc tấn công Trân Châu Cảng, dưới quyền đô đốc Yamamoto Isoroku. Bản thân Ōnishi đã từng phản đối cuộc chiến tranh với Mỹ, một đối thủ vượt trội hơn Nhật Bản về tài nguyên và theo ông cuối cùng Mỹ sẽ buộc Nhật phải đầu hàng không điều kiện. Tuy nhiên, không hạm đội số 11 của ông cũng đã tham gia tấn công quân Mỹ tại Philippines từ các căn cứ ở Đài Loan. Ngày 1 tháng 5 năm 1943, ông được thăng hàm phó đô đốc.
Mặc dù là một đô đốc, Ōnishi cũng tỏ ra vô cùng hứng thú về tâm lý học, đặc biệt là phản ứng của những người lính trong hoàn cảnh nguy hiểm (năm 1938, ông xuất bản cuốn sách mang tựa đề "War Ethics of the Imperial Navy").

### Cha đẻ của Kamikaze

Ảnh chụp đô đốc Takijirō Ōnishi trong buồng lái, mặc bộ đồ bay

Cho đến thời điểm Hải quân Đế quốc Nhật thất bại trong trận Midway, Ōnishi vẫn ra sức phản đối các phương thức tấn công tự sát. Tuy nhiên, sau thất bại nặng nề của Hải quân Nhật trong trận chiến biển Philippines và quần đảo Mariana bị rơi về tay người Mỹ, ông đã phải thay đổi ý kiến vì tình hình chiến sự đã ngày càng nguy kịch hơn đối với người Nhật. Ngày 17 tháng 10 năm 1944, tại phi trường Clark gần Manila, Ōnishi đã đến thay thế Phó đô đốc Teraoka nắm quyền chỉ huy không hạm đội số 1. Nhiệm vụ của ông là yểm trợ về mặt không lực cho việc bảo vệ Philippines nhưng khi đó trong tay ông chỉ có 40 máy bay.
Ngày 19 tháng 10 năm 1944, tại phi trường Mabalacat, trên đảo Luzon, Ōnishi đã tập hợp các sĩ quan chỉ huy của đội bay 201, chuẩn bị cho cuộc đụng độ trên vịnh Leyte và biển Sibuyan. Trong bài nói chuyện của mình, ông phát biểu:
"Theo ý kiến của tôi, chỉ có một cách duy nhất để lực lượng yếu kém của chúng ta hiện nay bảo vệ được Philippines. Đó là thành lập một đơn vị tấn công tự sát gồm các máy bay A6M Zero mang trong mình mỗi chiếc 250-kg bom, sau đó lao vào chiến hạm địch... Các anh nghĩ sao?"
Cả 26 phi công của đội bay đều đồng lòng quyết tử. Chiến thuật Kamikaze đã chính thức ra đời từ thời điểm này, mang tên của trận bão đã đánh tan hạm đội Mông Cổ xâm lược Nhật Bản vào thế kỷ 13. Ngày 25 tháng 10 năm 1944, cuộc tấn công đầu tiên của các Kamikaze đã diễn ra. Năm chiếc Zero, dẫn đầu bởi Seki Yukio, được hộ tống bởi phi công giỏi nhất Nhật Bản Nishizawa Hiroyoshi, đã đánh chìm tàu sân bay St. Lo. Tuy nhiên, chiến thuật Kamikaze cũng đã không thể cứu vãn thất bại của Nhật Bản tại Philippines cũng như trong toàn bộ cuộc chiến.
Sau khi được triệu hồi về Tokyo, Ōnishi trở thành Tham mưu phó Bộ tổng tham mưu Hải quân Hoàng gia Nhật Bản vào ngày 19 tháng 5 năm 1945. Ngày 13 tháng 8 năm 1945, khi nước Nhật đã chuẩn bị đầu hàng Đồng Minh, Onishi vẫn nằm trong phe chủ chiến của triều đình và đã phát biểu:
| “                         | Hãy để cho chúng tôi lập kế hoạch và tiến hành với nỗ lực đặc biệt vì Thiên Hoàng. Nếu chúng ta hi sinh cuộc sống của 20 triệu người Nhật trong một cuộc tấn công kiểu kamikaze, chiến thắng sẽ thuộc về chúng ta. | ” |
| — Đô đốc Takijiro Onishi, | |   |

2 giờ sáng ngày 14 tháng 8, ông đã đến gặp thủ tướng Kantaro Suzuki, nhờ thủ tướng tâu trình lên Thiên hoàng kế sách "chuyển bại thành thắng" là sử dụng 2.000 phi công cảm tử tiêu diệt toàn bộ hạm đội Hoa Kỳ đang tập trung tại vùng biển Nhật Bản, sau đó sẽ tập trung sức lực cho Đạo quân Quan Đông phản công tiêu diệt Hồng quân Liên Xô ở Mãn Châu. Thủ tướng Suzuki không đồng tình nhưng vẫn dẫn Onishi vào yết kiến Thiên hoàng. Thiên hoàng nghe xong chỉ lắc đầu rồi nghẹn ngào nói:"Không được đâu, tổn thất quá nhiều rồi!"
Takijiro Ōnishi đã tự sát bằng phương thức tự mổ bụng (Seppuku) tại bản doanh của mình vào ngày 16 tháng 8 năm 1945, một ngày sau khi Nhật Bản tuyên bố đầu hàng vô điều kiện Đồng Minh. Trong tờ giấy để lại, ông đã xin tạ lỗi trước linh hồn của khoảng 4.000 phi công đã bỏ mạng trong các phi vụ Kamikaze dưới lệnh của mình, đồng thời mong muốn những công dân trẻ Nhật còn sống sót sau chiến tranh phải cố sức làm việc để xây dựng lại nước Nhật. Ōnishi cũng đồng thời mong cái chết của mình sẽ là sự tạ tội trước những phi công Kamikaze đã hy sinh và những gia đình của họ. Vì vậy, Onishi đã không sử dụng hình thức Kaishakunin (hình thức để người khác chặt đầu giúp, sau khi tự mổ bụng), và chết vì vết thương sau 15 giờ.
Thanh gươm mà Ōnishi đã dùng để mổ bụng tự sát hiện vẫn còn được lưu giữ tại bảo tàng Yushukan nằm kế đền Yasukuni tại Tokyo. Tro cốt của ông thì được chia làm 2 phần, thứ nhất là tại mộ phần của ông ở ngôi chùa Thiền tông Sōji-ji, thuộc Tsurumi, Yokohama, và phần còn lại ở làng Ashida thuộc quận Hyōgo.
Trong khi đó, vợ của ông, bà Onishi, dì của Trung úy phi công Sasai Junichi, sống tàn tạ, rách rưới, lang thang xin ăn trên đường phố vào những ngày đầu sau chiến tranh. Sau đó, bà đã được phi công nổi tiếng Sakai Saburo, bạn của Sasai, mời đến làm việc chung tại một quán ăn nhỏ.